# Chino (film)
Chino is een Italiaans-Spaans-Franse western uit 1973 onder regie van John Sturges.

## Verhaal
Chino Valdez is een eenzame paardenkweker. Zijn leven wordt door elkaar gegooid, wanneer hij op een dag de jonge Jamie Wagner leert kennen, die op zoek is naar werk. Later wordt hij ook verliefd op Catherine, de halfzus van zijn vijand.

## Rolverdeling
| Acteur             | Personage    |
| ------------------ | ------------ |
| Charles Bronson    | Chino Valdez |
| Jill Ireland       | Catherine    |
| Marcel Bozzuffi    | Maral        |
| Vincent Van Patten | Jamie Wagner |
| Fausto Tozzi       | Cruz         |
| Ettore Manni       | Sheriff      |
| Corrado Gaipa      | Indiaan      |